# Exportação da revolução
Exportação da revolução são as ações de um governo revolucionário vitorioso de um país para promover revoluções semelhantes em outros países, como uma manifestação do internacionalismo revolucionário de determinado tipo, por exemplo, o internacionalismo proletário marxista. 
Fred Halliday  analisa os traços da exportação da revolução por estudos de casos da Revolução Francesa, Rússia soviética / União Soviética, República Popular da China, Cuba de Fidel Castro, e do Irã do aiatolá Khomeini.